# Giải vô địch bóng đá U-16 ASEAN
Giải vô địch bóng đá U-16 ASEAN (tiếng Anh: ASEAN U-16 Boys Championship) là giải đấu bóng đá quốc tế dành cho lứa tuổi dưới 16 do Liên đoàn bóng đá ASEAN (AFF) tổ chức.
Giải được tổ chức lần đầu tiên vào năm 2002 dưới tên gọi Giải vô địch bóng đá U-17 Đông Nam Á, và được tổ chức thường niên từ năm 2005. Kể từ năm 2022, giải được tổ chức với chu kỳ hai năm một lần.

## Kết quả
| Năm           | Chủ nhà              | Chung kết   | Chung kết   | Chung kết    | Tranh hạng ba | Tranh hạng ba | Tranh hạng ba |
| Năm           | Chủ nhà              | Vô địch     | Tỷ số       | Á quân       | Hạng ba       | Tỷ số         | Hạng tư       |
| ------------- | -------------------- | ----------- | ----------- | ------------ | ------------- | ------------- | ------------- |
| 2002 Chi tiết | Malaysia · Indonesia | · Myanmar   | 4–1         | · Lào        | · Indonesia   | 1–0           | · Malaysia    |
| 2005 Chi tiết | Thái Lan             | · Myanmar   | 1–1 4–3 (p) | · Thái Lan   | · Lào         | 3–1           | · Malaysia    |
| 2006 Chi tiết | Việt Nam             | · Việt Nam  | RR          | · Myanmar    | · Bangladesh  | RR            | · Lào         |
| 2007 Chi tiết | Campuchia            | · Thái Lan  | 3–2         | · Lào        | · Việt Nam    | 1–1 4–3 (p)   | · Indonesia   |
| 2008 Chi tiết | Indonesia            | · Úc        | 1–1 5–4 (p) | · Bahrain    | · Malaysia    | 3–0           | · Singapore   |
| 2009 Chi tiết | Thái Lan             | Hủy bỏ      | Hủy bỏ      | Hủy bỏ       | Hủy bỏ        | Hủy bỏ        | Hủy bỏ        |
| 2010 Chi tiết | Indonesia            | · Việt Nam  | 1–0         | · Trung Quốc | · Đông Timor  | 2–0           | · Indonesia   |
| 2011 Chi tiết | Lào                  | · Thái Lan  | 1–0         | · Lào        | · Myanmar     | 2–1           | · Singapore   |
| 2012 Chi tiết | Lào                  | · Nhật Bản  | 3–1         | · Úc         | · Lào         | 3–0           | · Thái Lan    |
| 2013 Chi tiết | Myanmar              | · Malaysia  | 1–1 3–2 (p) | · Indonesia  | · Úc          | 0–0 7–6 (p)   | · Việt Nam    |
| 2014 Chi tiết | Indonesia            | Hủy bỏ      | Hủy bỏ      | Hủy bỏ       | Hủy bỏ        | Hủy bỏ        | Hủy bỏ        |
| 2015 Chi tiết | Campuchia            | · Thái Lan  | 3–0         | · Myanmar    | · Úc          | 10–2          | · Lào         |
| 2016 Chi tiết | Campuchia            | · Úc        | 3–3 5–3 (p) | · Việt Nam   | · Thái Lan    | 3–0           | · Campuchia   |
| 2017 Chi tiết | Thái Lan             | · Việt Nam  | 0–0 4–2 (p) | · Thái Lan   | · Úc          | 3–2           | · Malaysia    |
| 2018 Chi tiết | Indonesia            | · Indonesia | 1–1 4–3 (p) | · Thái Lan   | · Malaysia    | 1–0           | · Myanmar     |
| 2019 Chi tiết | Thái Lan             | · Malaysia  | 2–1         | · Thái Lan   | · Indonesia   | 0–0 3–2 (p)   | · Việt Nam    |
| 2022 Chi tiết | Indonesia            | · Indonesia | 1–0         | · Việt Nam   | · Thái Lan    | 3–0           | · Myanmar     |
| 2024 Chi tiết | Indonesia            | · Úc        | 1–1 8–7 (p) | · Thái Lan   | · Indonesia   | 5–0           | · Việt Nam    |
|               |                      |             |             |              |               |               |               |

## Thành tích của quốc gia
| Đội tuyển  | Vô địch              | Á quân                           | Hạng ba              | Hạng tư              |
| ---------- | -------------------- | -------------------------------- | -------------------- | -------------------- |
| Thái Lan   | 3 (2007, 2011, 2015) | 5 (2005, 2017, 2018, 2019, 2024) | 2 (2016, 2022)       | 1 (2012)             |
| Việt Nam   | 3 (2006, 2010, 2017) | 2 (2016, 2022)                   | 1 (2007)             | 3 (2013, 2019, 2024) |
| Úc         | 3 (2008, 2016, 2024) | 1 (2012)                         | 3 (2013, 2015, 2017) | —                    |
| Myanmar    | 2 (2002, 2005)       | 2 (2006, 2015)                   | 1 (2011)             | 2 (2018, 2022)       |
| Indonesia  | 2 (2018, 2022)       | 1 (2013)                         | 2 (2002, 2024)       | 2 (2007, 2010)       |
| Malaysia   | 2 (2013, 2019)       | —                                | 1 (2008, 2018)       | 3 (2002, 2005, 2017) |
| Nhật Bản   | 1 (2012)             | —                                | —                    | —                    |
| Lào        | —                    | 3 (2002, 2007, 2011)             | 2 (2005, 2012)       | 2 (2006, 2015)       |
| Trung Quốc | —                    | 1 (2010)                         | —                    | —                    |
| Bahrain    | —                    | 1 (2008)                         | —                    | —                    |
| Bangladesh | —                    | —                                | 1 (2006)             | —                    |
| Đông Timor | —                    | —                                | 1 (2010)             | —                    |
| Singapore  | —                    | —                                | —                    | 2 (2008, 2011)       |
| Campuchia  | —                    | —                                | —                    | 1 (2018)             |